# 上林德科格爾山

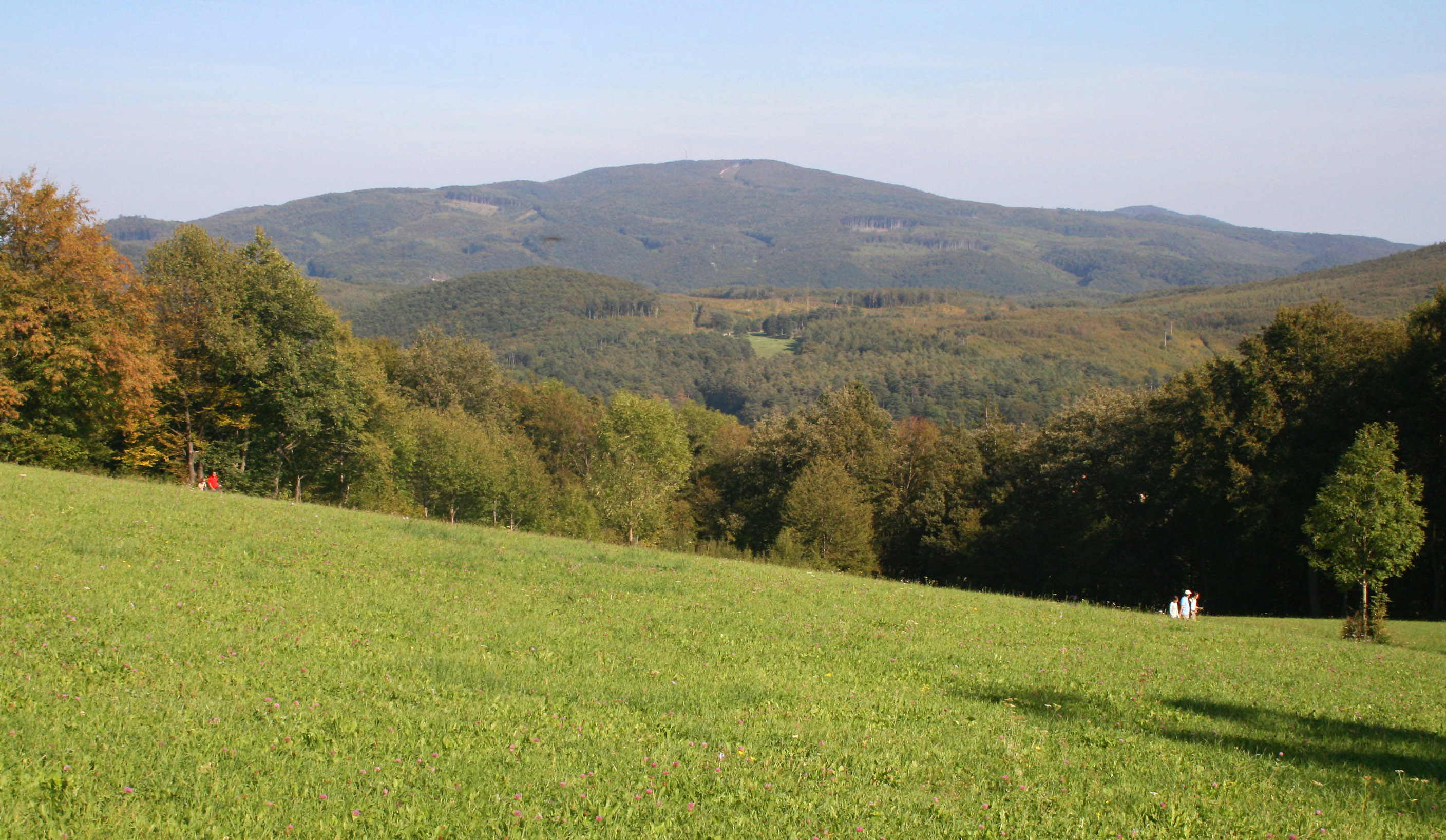

48°0′28″N 16°8′8″E / 48.00778°N 16.13556°E
上林德科格爾山（德語：Hoher Lindkogel），是奧地利的山峰，位於該國東北部，由下奧地利州負責管轄，屬於維也納林山的一部分，距離霍赫克山12公里，海拔高度834米，每年平均降雨量1,074毫米。